# Разъём TRS

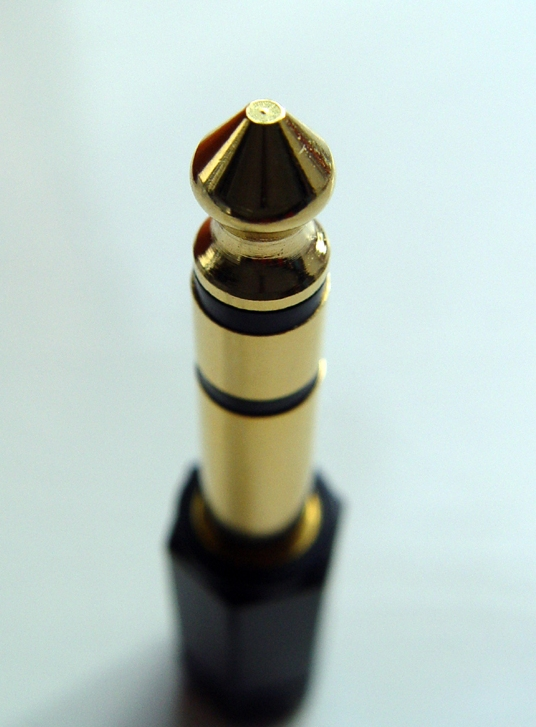
Разъём TRS

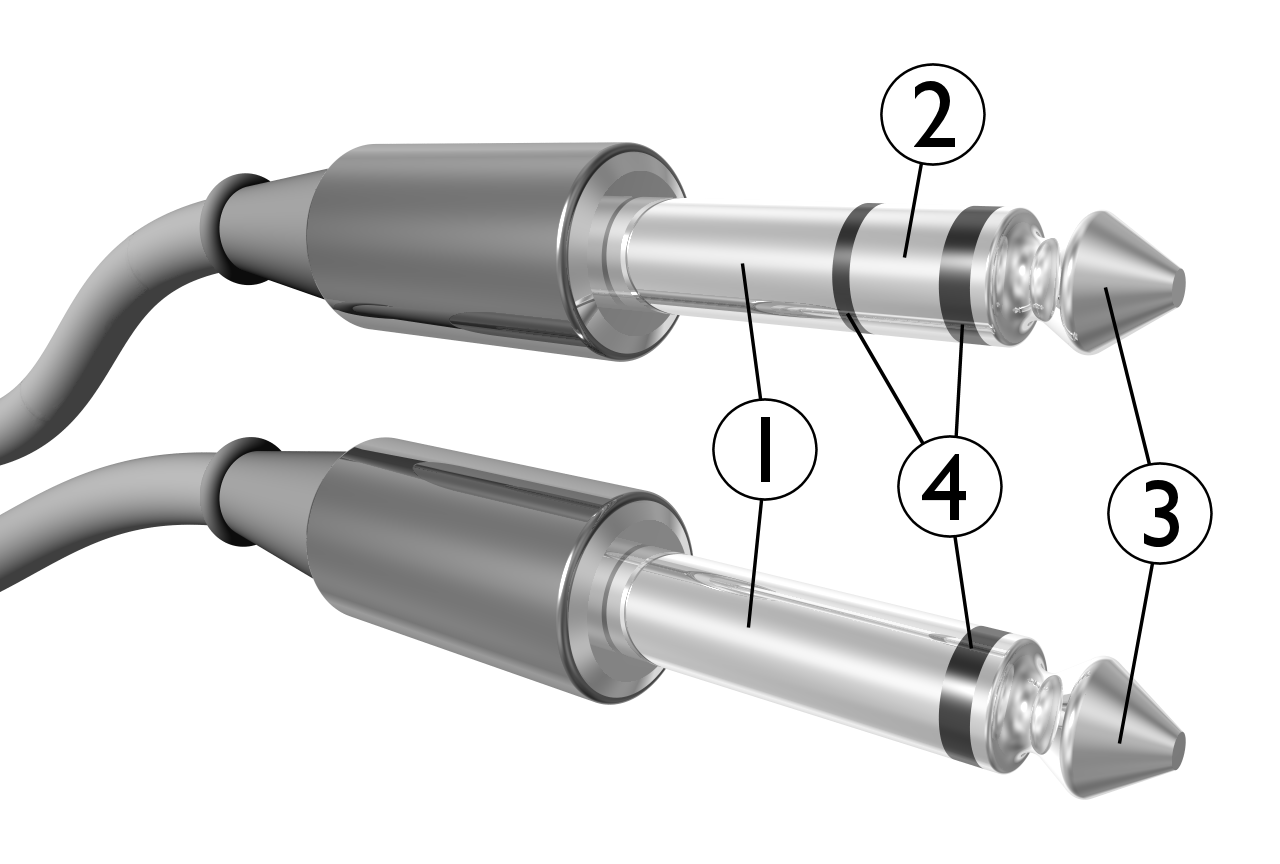
6,35 мм (1/4″) стерео и моно: 1 — земля, 2 — сигнал правого канала (для стерео), 3 — сигнал (для моно) или сигнал левого канала (для стерео), 4 — изоляция.

Разъём TRS (аббревиатура от англ. Tip, Ring, Sleeve — кончик, кольцо, гильза; подразумевается форма контактов на штекере, также — джек (jack)) — распространённый разъём для передачи аналогового сигнала.
Обычно имеет три контакта (TRS, стерео), но есть вариант с двумя (TS, моно), четырьмя (TRRS, 4-й контакт для микрофона или видеосигнала CVBS), и редко — пятью контактами (TRRRS).

Также используется для типового подключения аудио-видео аппатуры по формуле стерео+композит (CVBS) в целях экономии пространства и уменьшения толщины конечного потребительского устройства. 

## Разновидности
Для TRRS (четыре контакта) до 2012 года производителями электроники обычно использовалась следующая комбинация контактов (от верхушки к проводу): Tip — левый канал, Ring1 — правый канал, Ring2 — микрофон, Sleeve — земля. Это соответствует стандарту OMTP (Open Mobile Terminal Platform). После 2012 года стандартной практикой среди производителей электроники стала последовательность (от верхушки к проводу): Tip — левый канал, Ring1 — правый канал, Ring2 — земля, Sleeve — микрофон. Данная последовательность соответствует стандарту CTIA (Cellular Telephone Industries Association).
При подключении гарнитуры стандарта OMTP к устройству стандарта CTIA в стандартном режиме работы земля оказывается подключенной через микрофон гарнитуры, и фактически вместо левого и правого каналов оба наушника проигрывают характерное «глухое» моно с большим избытком средних частот. При нажатой кнопке гарнитуры микрофон замыкается на контакт «земля» и наушники гарнитуры стандарта OMTP работают по стандартной схеме в режиме стерео.
В профессиональной звукотехнике часто используется балансное подключение (balanced), тогда назначение контактов другое: 1 — земля Sleeve (GND), 2 — отрицательный («холодный») сигнал Ring (синий), 3 — положительный («горячий») сигнал Tip (красный).

### Диаметры
Существуют три стандартных диаметра разъёма:
- jack (6,35 мм, 1/4 дюйма);
- mini-jack (3,5 мм);
- micro-jack (2,5 мм).

Часто 1/4″ TS называют «джек» или «четвертьдюймовый джек» (англ. jack — гнездо, куда вставляется штекер; не путать со штекером — англ. plug); разъём TRS 3,5 мм называют «мини-джеком» (англ. mini-jack); разъём TS 2,5 мм — «микро-джеком» (англ. micro-jack). В СССР широко применялись гнёзда ГК2 и штекеры Ш2П диаметром ровно 3 мм.

## История
Первые разъёмы 1/4″ TS были разработаны в XX веке для использования в телефонных коммутаторах. Изначально кончик (англ. Tip) имел отличающуюся от современных штекеров форму. С появлением TRS возникла проблема физической совместимости с TS, поэтому в стандарте TRS появился видоизменённый кончик, гнёзда для которого не принимали бы TS-штекеры. На данный момент подавляющее число TS-штекеров делается с кончиком, изначально предназначенным для TRS, поэтому проблема физической совместимости остаётся нерешённой.

## Совместимость
- При подключении моно-штекера TS в стереоразъём TRS средний контакт разъёма (англ. ring — кольцо) замыкается на землю, что может вызвать повреждение выхода электронной аппаратуры из-за короткого замыкания. В случае входа — полезный сигнал с кольца теряется.
- При подключении штекера TRS в разъём TS средний контакт TRS остаётся неподключённым. Это может быть опасно для лампового оборудования, однако большинство современных устройств не чувствительно к данной проблеме.

Аналогичные проблемы существуют и для TRRS.
TRRS в мобильных телефонах Nokia не совместим с кабелями, используемыми для подключения фото- и видеокамер к телевизору. Для таких телефонов необходимы кабели от самого производителя. Однако можно подключить телефон Nokia к телевизору, если вставить разъём кабеля старого типа (TRS) от камеры в гнездо телефона не полностью (не доводя около 2 мм).

## Применение

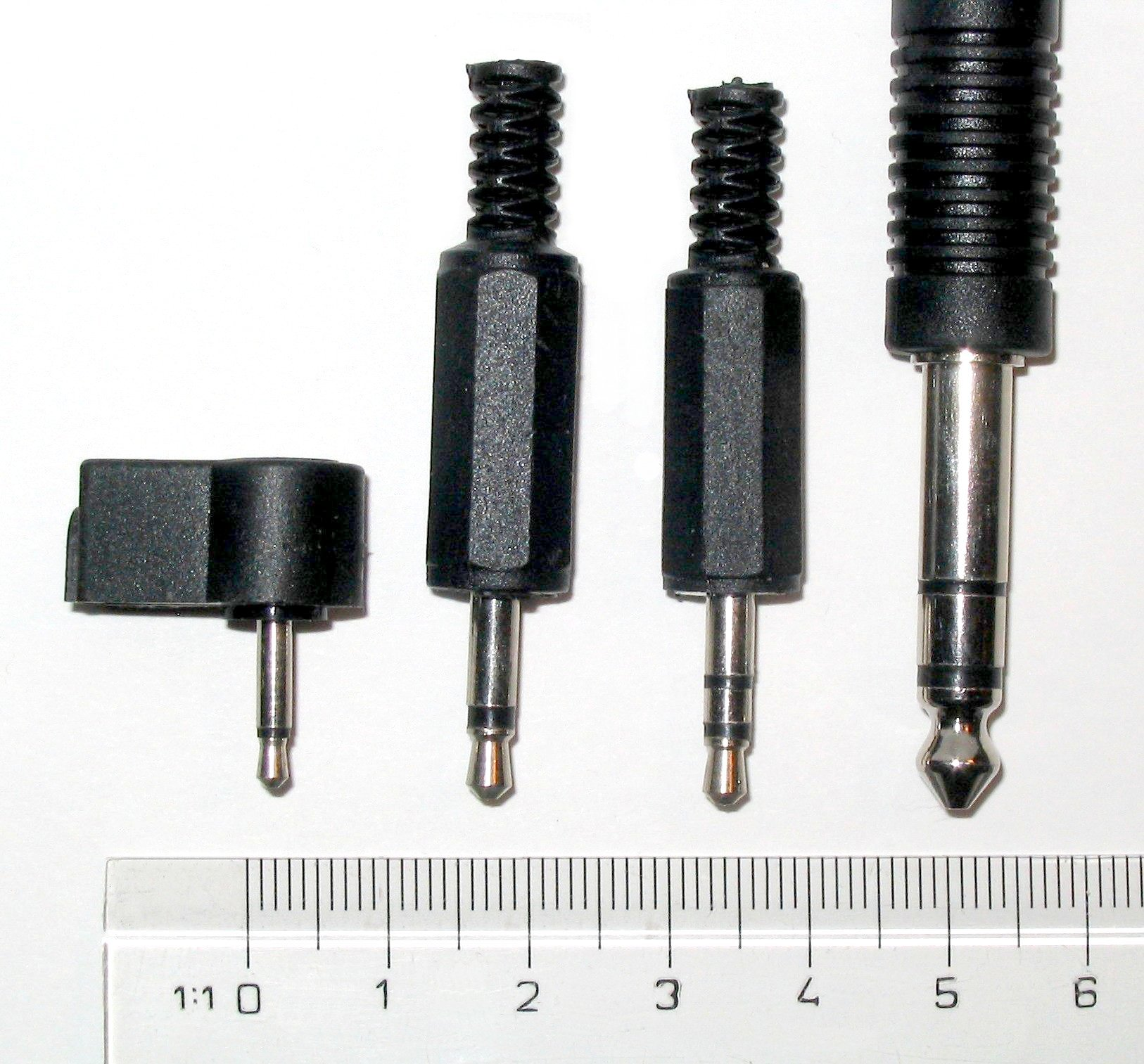
Слева направо: 2,5-мм моно micro-jack, 3,5-мм моно mini-jack, 3,5-мм стерео mini-jack и 6,35-мм стерео jack

### 6,35 мм TS/TRS
- Старая бытовая аппаратура, в том числе наушники.

- Профессиональное музыкальное оборудование
  - Микшерные пульты[1][3] (TRS)
  - Подавляющее число электрогитар, электрических бас-гитар, и прочих инструментов со звукоснимателями, а также гитарных педалей эффектов («примочек») и гитарных усилителей (TS)
  - Педальные переключатели (англ. footswitch) (TS)
  - Электронные ударные установки (TS)
- Пассивные акустические системы. (TS)
- Наушники профессионального уровня (TRS)
- Звуковые карты профессионального и аудиофильского уровня (TRS)
- Микрофоны любительского уровня (например, для использования с караоке) (TS)
- Металлоискатели
- Разъём для подключения синхронизатора в профессиональных студийных фотографических вспышках.
- Телефонные коммутаторы (TS)

### 3,5 мм TS/TRS/TRRS
- Микрофоны для записи речи
- Активные акустические системы, преимущественно используемые для компьютеров и мультимедийной техники. Пассивные акустические системы подключаются таким разъёмом только при небольшой мощности (до 5 ватт)
- Портативная техника
  - Плееры. На DVD-плеерах используется также для вывода видеосигнала, цифрового сигнала. Пример: 1-й разъём — аудио аналоговое, 2-й разъём — видео композитное и аудио цифровое, 3-й разъём — S-Video.
  - Некоторые видеокамеры используют TRRS для вывода аналоговых видео и аудиосигнала вместе. На другом конце провода три штекера RCA.
  - Мобильные телефоны
  - Некоторые компактные плееры (например, iPod shuffle) могут подключаться через TRRS к USB-порту компьютера.
  - Радиоприёмники
- Встроенные звуковые карты настольных компьютеров, ноутбуков, планшетов. Дискретные звуковые карты потребительского уровня.
- Цифровые фотоаппараты, подключаемые к телевизору. Один контакт используется для композитного видеосигнала, другой - для монофонического аудиосигнала
- Некоторые импульсные фотовспышки, для синхронизации с фотокамерой.
- Внешние ИК-приёмники (например, для компьютерных ТВ-тюнеров)
- Для подключения мобильных мини-терминалов
- Проводные пульты управления автомагнитолами.

### 2,5 мм TS/TRS/TRRS
- Портативная техника
  - Мобильные телефоны, в том числе для подключения Hands-free (TRRS). Этот разъём чаще встречался в телефонах-слайдерах от Nokia (например 6300 Slide, 6700 Slide)
- Некоторые фотоаппараты используют разъём TS для подключения вспышки
- На некоторых внутренних компьютерных ТВ-тюнерах используется для подключения ИК-приёмника для ПДУ
- Некоторые мониторы используют разъём TRRS для подключения USB-вебкамеры
- Сменные шнуры на наушниках Bose, Audio-Technica, Sennheiser и AKG в месте подключения к наушникам

### TRRRS

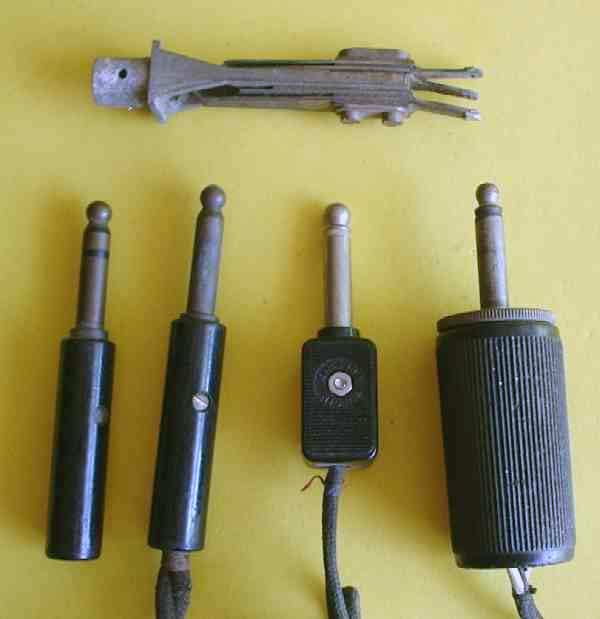
TRS (крайний левый) и TS (остальные) штекеры старого образца. Сверху лежит гнездо того же стандарта

В основном применяется в смартфонах Sony Xperia серии Z (начиная с Z2): этот разъём совместим с традиционными для гарнитур четырёхконтактными штекерами TRRS, а при подключении фирменных наушников работают два микрофона (второй — для активного шумоподавления). Также существует подключаемый к этому разъёму фирменный внешний двунаправленный микрофон для качественной стереофонической записи.

### BPO 316 и Bantam
TRS старого образца: типа BPO 316 (или «B-Gauge», SKINI Jack) — 1/4″ версия и типа Bantam (или Tini-Telephone Jack) — 4,4-мм версии. Применяются в профессиональной технике, в устройствах, предназначенных для частой коммутации, например, в коммутационных панелях (Patch Panel) для аналоговых звуковых сигналов. Несовместимы с 1/4″ TRS.